# 29464 Leonmiš
29464 Leonmiš là một tiểu hành tinh vành đai chính với chu kỳ quỹ đạo là 1485.0239664 ngày (4.07 năm).
Nó được phát hiện ngày 5 tháng 10 năm 1997.